# TV4
Pour les articles homonymes, voir TV4 (homonymie).
TV4 est une chaîne de télévision privée polonaise.

## Histoire
La chaîne est créée le 1er avril 2000 par la fusion de Nasza TV (pl) et de Polsat 2, cette dernière existera toujours par la suite mais sous une autre forme.
Le 30 mai 2011, une nouvelle chaîne du groupe Polskie Media (pl) est lancée, TV6.

## Programmes
La chaîne diffuse des journaux d'informations, des émissions de divertissements, de la téléréalité.
Elle retransmet des évènements sportifs tels que le Championnat de Pologne de volley-ball masculin et féminin, la Ligue des champions de handball masculin, la Ligue Europa, ainsi que le Championnat du monde des rallyes et la Porsche Supercup.